# Porcellio ovespertilio
Porcellio ovespertilio är en kräftdjursart som beskrevs av Gustav Budde-Lund 1896. Porcellio ovespertilio ingår i släktet Porcellio och familjen Porcellionidae. Inga underarter finns listade i Catalogue of Life.